# Len Soccio
Leonard „Len“ Soccio (* 28. Mai 1967 in St. Catharines, Ontario) ist ein ehemaliger kanadisch-deutscher Eishockeyspieler, der während seiner Karriere unter anderem für die Hannover Scorpions in der Deutschen Eishockey Liga aktiv war. Bis zum 28. Dezember 2022 war er bei den Hannover Indians in der Eishockey-Oberliga aktiv.

## Karriere als Spieler
Nachdem Soccio seit 1984 in verschiedenen nordamerikanischen Minor Leagues gespielt hatte, ohne jedoch den Durchbruch zu schaffen und in ein Team der National Hockey League zu kommen, wechselte er im Sommer 1993 zum ESC Wedemark in die drittklassige deutsche Oberliga Nord. Dort gelang ihm mit Wedemark der Aufstieg in die 2. Bundesliga und, unter dem neuen Namen „ESC Wedemark Wildcats“, zwei Jahre später der Sprung in die Deutsche Eishockey Liga.

Len Soccios gesperrte Trikotnummer 20

Soccio spielte von 1996 bis 2006 ausschließlich für die Hannover Scorpions bzw. deren Vorgängerverein ESC Wedemark Scorpions in der DEL. Er absolvierte insgesamt in der 504 DEL-Spiele, in denen er 492 Scorerpunkte erzielte (156 Tore/336 Vorlagen) und 760 Strafminuten sammelte. Damit lag er vor Beginn der Saison 2006/07 auf Platz 3 der ewigen Scorerwertung. Er ist zudem zweitbester Vorlagengeber der Geschichte der DEL. Bei den Hannover Scorpions führt er sämtliche Bestenlisten (Scorerpunkte, Spiele, Tore, Vorlagen, Strafminuten) an.
Nach der Saison 2004/05 beendete er wegen einer Verletzung seine Karriere. Die Rückennummer 20, welche Soccio während seiner Laufbahn trug, wird von den Hannover Scorpions nicht mehr vergeben. Ein überdimensionales Trikot mit der Nummer 20 hing von 2006 bis zum Auszug der Scorpions 2013 über der Eisfläche in der TUI Arena, um Soccios Verdienste für die Hannover Scorpions zu würdigen. Am 11. Februar 2006 fand zudem ein Abschiedsspiel für Leonard Soccio im Icehouse Mellendorf vor über 3500 Zuschauern statt.

## Karriere als Trainer
Nach dem Ende seiner Profilaufbahn strebte Soccio eine Karriere als Trainer an. Zunächst war er Nachwuchskoordinator der Hannover Scorpions und Geschäftsführer des Lenny Soccio Ice & Event Center. Soccio veröffentlichte seine Planungen zum Bau einer Eishalle im August 2006 und die Fertigstellung der Sportstätte war im Herbst 2008. Im Frühjahr 2009 ging die Betreibergesellschaft des Eisstadions in Insolvenz, blieb jedoch mit einer neuen Gesellschaft, in der auch Soccio mitwirkt, zunächst geöffnet.
Zur Saison 2007/08 kehrte Soccio aufs Eis zurück und übernahm bei den ESC Hannover Scorpions als Stürmer und Trainer eine Doppelfunktion. Das Team stieg von der Verbandsliga in die Regionalliga Nord auf und nahm unter dem neuen Namen Langenhagen Jets in der Saison 2008/09 an der Regionalliga Nord teil. Spielstätte des Vereins ist das Lenny Soccio Ice & Event Center in Langenhagen. Soccio blieb auch in der Folge Spielertrainer der ersten Mannschaft.
Ab 1. August 2011 war Soccio Assistenztrainer der deutschen Frauennationalmannschaft.
Ab dem 31. Juli 2013 war Soccio Cheftrainer der Hannover Scorpions in der Oberliga, am 3. Mai 2016 gab Hannovers Staffelkonkurrent ECC Preussen Berlin seine Verpflichtung als Cheftrainer bekannt.
Bereits nach einer Saison kehrte Soccio nach Hannover zurück, diesmal allerdings als Cheftrainer zu den EC Hannover Indians.

## Erfolge und Auszeichnungen
| - 1988 Leo Lalonde Memorial Trophy - 1988 OHL Second All-Star Team - 1990 ECHL First All-Star Team - 1994 Murphy-Cup-Gewinn mit den Buffalo Stampede | - 2000 Teilnahme am DEL All-Star Game - 2002 Teilnahme am DEL All-Star Game - 2004 Teilnahme am DEL All-Star Game |